# فرودگاه بین‌المللی سیمون بولیوار (کلمبیا)
فرودگاه بین‌المللی سیمون بولیوار (کلمبیا) (به انگلیسی: Simón Bolívar International Airport (Colombia)) (به زبان بومی: Aeropuerto Simón Bolívar) یک فرودگاه همگانی عملیاتی با کد یاتا SMR است که یک باند فرود آسفالت دارد و طول باند آن ۱٬۷۰۰ متر است. این فرودگاه در شهر سانتا مارتا (کلمبیا) کشور کلمبیا قرار دارد و در ارتفاع ۷ متری از سطح دریا واقع شده است.